# Lijst van Nederlandse harmonieorkesten
Dit is een lijst van Nederlandse harmonieorkesten geordend naar plaats, gemeente of streek.

## A
- Aalsmeers Harmonie, Aalsmeer
- Christelijke Muziekvereniging "Sursum Corda", Aalsmeer
- Harmonie "de Volharding", Aalst (Noord-Brabant)
- Aaltense Orkest Vereniging, Aalten
- Harmonie De Goede Hoop, Aarle-Rixtel
- Abcouder Harmonie, Abcoude
- Muziekvereniging Excelsior Alblasserdam
- Stedelijk Harmonieorkest SDG Alkmaar, Alkmaar
- Orkest van Almelo, Almelo
- Koninklijke Almelosche Harmonie, Almelo
- Muziekvereniging De Eendracht, Almelo
- Harmonieorkest Hubertus, Almere
- Vlijt en Volharding, Alphen (Noord-Brabant)
- Harmonie "Arti", Alphen aan den Rijn
- Muziekvereniging Crescendo, Alphen aan de Rijn
- Harmonie van het Heilig Hart, Altweerterheide
- Harmonie Sint-Walburga, Amby
- Kapel van de Koninklijke Luchtmacht, Amersfoort
- Drumfanfare van de Koninklijke Luchtmacht, Amersfoort
- Muziekvereniging Wilskracht, Amersfoort
- Koninklijke Amersfoortse MuziekVereniging, Amersfoort
- Harmonie Orkest Amstelveen, Amstelveen
- Harmonie "De Nederlanden" 1840, Amstenrade
- Amsterdamse Tramharmonie, Amsterdam
- Harmoniecorps Tuindorp, Amsterdam
- Jeugdorkest Jong Excelsio, Amsterdam
- Harmonieorkest Groot Excelsior, Amsterdam
- Muziekvereniging TAVENU/KAPH, Amsterdam
- Symfonisch Harmonieorkest, Amsterdam
- Muziek Gezelschap Wittenburg, Amsterdam
- Wester Harmonie, Amsterdam
- Harmonie Angeren, Angeren
- Muziekvereniging Drenthina, Annen
- Politie Kapel Noord- en Oost Gelderland, Apeldoorn
- Damster Stedelijke Harmonie Orkest, Appingedam
- Koninklijke Harmonie van Arcen, Arcen
- Harmonie "Kunst Na Arbeid", Arkel
- Muziekvereniging Arnemuiden, Arnemuiden
- Philharmonie Gelre, Arnhem
- Harmonieorkest Eendracht, Assen
- Koninklijke Militaire Kapel "Johan Willem Friso", Assen
- Harmonie St. Cecilia, Asten
- Muziekvereniging Jong Nederland Asten, Asten
- Het Saens Harmonie-orkest, Assendelft

## B
- Harmonie Sint Franciscus, Babberich
- KLM Orkest, Badhoevedorp
- Harmonie "Kunst en Vriendschap", Balgoij
- Harmonie Amicitia, Banholt
- Harmonievereniging, Barendrecht
- Muziekgezelschap "De Harmonie", Barneveld
- Nederlands Douane Orkest, Barneveld
- Harmonie St. Caecilia Bavel, Bavel
- Harmonie "Crescendo", Beegden
- Koninklijke Harmonie Sint-Caecilia, Beek (Limburg)
- Muziekvereniging Volharding, Beek (Montferland, Gelderland)
- Harmonie Kunst Na Arbeid, Beek (Berg en Dal, Gelderland)
- Koninklijke Harmonie Oefening & Uitspanning, Beek en Donk
- Harmonie Sint-Gertrudis, Beesel
- Beiler Harmonie Orkest, Beilen
- Harmonie Kunst na Arbeid, Belfeld
- Harmonieorkest Concordia, Beltrum
- Muziekvereniging Oefening Baart Kunst, Bennekom
- Muziekvereniging Onderling Genoegen, Benschop
- Koninklijke Harmonie St. Joseph, Berg aan de Maas
- Harmonie Kolping's Zonen, Bergen op Zoom
- Harmonie Concordia, Bergen op Zoom
- Harmonie Eendracht Maakt Macht, Bergen op Zoom
- Koninklijke Harmonie "Echo der Kempen", Bergeijk
- Muziekvereniging Concordia, Berkel-Enschot
- Muziekvereniging Helicon, Berkel en Rodenrijs
- Harmonie "Tot Onderling Genoegen" 1874, Berlicum
- Harmonie St. Caecilia Best, Best
- Koninklijke Biltse Harmonie, De Bilt
- Vereniging der Vrijwillige Brandweerharmonie, Bilthoven
- Harmonie St.-Cecilia, Bingelrade
- Muziekvereniging MaasMuziek, Binnenmaas
- Muziekvereniging Crescendo, Bleiswijk
- Harmonie St. Caecilia, Blerick
- Koninklijke Philharmonie Bocholtz, Bocholtz
- Muziekvereniging Unisson, Boekelo
- Harmonie L’Union, Born (Limburg)
- Bornse Harmonie, Borne (Overijssel)
- Stedelijk Orkest Borne, Borne (Overijssel)
- Harmonie Excelsior Boskoop, Boskoop
- Chr. Muziekvereniging Concordia, Boskoop
- Harmonie "Amicitia", Boukoul
- Muziekvereniging Crescendo", Bovenkarspel
- Muziekvereniging Boxtel's Harmonie, Boxtel
- Rooms-Katholieke Gildenbondsharmonie, Boxtel
- Koninklijke Harmonie Cecilia Princenhage, Breda
- Harmonie Orkest Brummen, Brummen
- Christelijke Harmonie "De Bazuin", Brunssum
- Harmonie "Eendracht Maakt Macht", Budel
- Harmonie Les Echos de Dorplein, Budel-Dorplein
- Harmonie Sint Antonius, Budel-Schoot
- Harmonie St. Agnes, Bunde
- Muziekvereniging Het Gooi, Bussum
- Crescendo, Buurse

## C
- Harmonie St. Cecilia, Chaam
- Muziekvereniging Eendracht, Colmschate
- Koninklijke Harmonie Pieter Aafjes, Culemborg
- Koninklijk stedelijk muziekcorps Concordia, Culemborg

## D
- Jubal, Dedemsvaart
- Amicitia, Delden
- Koninklijke Harmoniekapel Delft, Delft
- Delfzijls Harmonie Orkest, Delfzijl
- Muziekvereniging De Bazuin, De Meern
- Juliana, Den Ham (Overijssel)
- Winnubst (Harmonieorkest), Den Helder
- Winnubst (Klein Harmonie Orkest), Den Helder
- Koninklijke Harmonie, Deurne
- Stedelijk Orkest Lebuïnus, Deventer
- Muziekvereniging Harmonie De Club, Didam
- De Diemer Harmonie, Diemen
- Sempre Crescendo, Diepenveen
- Koninklijk Onderscheiden Harmonie Diepenheim, Diepenheim
- Koninklijke Stedelijke Harmonie, Dokkum
- Harmonie "De Dommelecho", Dommelen
- Vereniging Dordrechts Philharmonisch Orkest, Dordrecht
- Chr. Muziekvereniging "Crescendo", Drachten
- Chr. Muziekvereniging "Concordia", Drachten
- Drachtster Harmonie Drachten, Drachten
- Drents Harmonie Orkest, Drenthe
- Drents Jeugd Orkest, Drenthe
- Muziekvereniging Soli, Driehuis
- Harmonie Drunen, Drunen
- Liemers Harmonie, Duiven
- Harmonie Aurora, Driebergen
- Nederlands Politie Orkest, Driebergen
- Muziekvereniging De Vriendschap, Doetinchem

## E
- Koninklijke Harmonie Sint-Caecilia, Echt
- Harmonie Diligentia Eckelrade, Eckelrade
- Harmonie Ede, Ede
- Muziekvereniging Nieuw Leven, Eelde-Paterswolde
- Harmonie "De Goede Hoop", Eersel
- Muziekvereniging Excelsior, Eibergen
- Koninklijke Harmonie "Sainte Cécile", Eijsden
- Koninklijke Oude Harmonie, Eijsden
- Koninklijke Harmonie Phileutonia, Eindhoven
- Koninklijke Harmonie Woensels Muziekcorps, Eindhoven
- Philharmonie Brainport (voorheen Philips Harmonie), Eindhoven
- Koninklijke Harmonie Woensels Muziekcorps, Eindhoven
- Politie Harmonie Oost Brabant, Eindhoven
- Harmonie Euterpe, Emmen (Drenthe)
- Noord Nederlands Jeugd Orkest, Emmen (Drenthe)
- Harmonie muziekvereniging Prins Bernhard, Emst
- Muziek Collectief Engelen, Engelen
- de Chr. Harmonie Enschede, Enschede
- Harmonieorkest van het Conservatorium, Enschede
- Harmonie Orkest Twente "HOT", Enschede
- Koninklijke Enschedese Leo Harmonie, Enschede
- Koninklijke Enschedese Burgerharmonie, Enschede
- Muziekcorps der voormalige Schutterij Enschede, Enschede
- Symfonisch Blaasorkest Enschede, Enschede
- Soli deo Gloria Enschede, Enschede
- Studenten Harmonie Orkest Twente ("SHOT"), Enschede
- Koninklijke Harmonie Epe, Epe
- Harmonie "Internos", Epen
- Harmonieorkest "Excelsior", Ermelo
- Muziekvereniging "Oefening Baart Kunst", Erp
- Harmonie Onderling Genoegen, Etten (Gelderland)
- Chr. Muziekvereniging "De Harmonie", Tweede Exloërmond
- Harmonie Sint-Caecilia, Eygelshoven
- Harmonie St.-Agatha, Eys

## F
- Chr. Muziekvereniging "Advendo", Franeker
- Stedelijk Muziekcorps "Harmonie", Franeker

## G
- Symfonisch Blaasorkest Gaanderen, Gaanderen
- Amicitia, Geesteren (Gelderland)
- Koninklijke Harmonie "Geldrops Muziekcorps", Geldrop
- Harmonie St. Cecilia 1866, Geleen (Oud-Geleen)
- Harmonie "St. Augustinus" 1897, Geleen (Lutterade)
- Harmonie Lindenheuvel, Geleen
- Muziekvereniging Excelsior, Gelselaar
- Harmonie Excelsior, Gemert
- Harmonie St. Caecilia, Gendt
- Harmonie Unitas et Fidelitas, Gennep
- Harmonie St. Cecilia, Geulle
- Koninklijk erkende harmonie "Concordia", Ginneken
- Muziekvereniging Wilhelmina Glanerbrug, Glanerbrug
- Apollo, Goor
- Gouda's Harmonie De Pionier, Gouda
- Stedelijke Harmonie Caecilia, Gouda
- Harmonie Crescendo, Gramsbergen
- Harmonie "St. Agatha", Grathem
- Muziekvereniging B.M.O.L., 's-Graveland
- Westlandse Harmonie, 's-Gravenzande
- Harmonie "St. Cecilia", Grevenbicht-Papenhoven
- Koninklijke Harmonie "Aurora", Grevenbicht-Papenhoven
- R.K. Muziekvereniging "St. Andries", Groessen
- Harmonie '67, Groningen
- Gruno's Postharmonie, Groningen
- Koninklijke Harmonie van Gronsveld, Gronsveld
- Harmonie "St. Joseph" 1902, Grubbenvorst
- Harmonie "St. Petrus", Gulpen
- Koninklijke Harmonie "Oefening & Uitspanning", Goirle

## H
- Haaksbergse Harmonie, Haaksbergen
- Koninklijk erkende Muziekvereniging Sint Gregorius, Haaren
- De Spaarnebazuin, Haarlem
- Harmonie "St. Cecilia" Haarsteeg, Haarsteeg
- Harmonie "St. Philomena", Haelen
- Muziekvereniging "Eensgezindheid" Halfweg (Haarlemmermeer)
- Koninklijk erkende Muziekvereniging Scheldegalm, Hansweert
- Harmonie 'Sint Cecilia Eensgezindheid', Halsteren
- Muziekvereniging Kunst Adelt, Hapert
- Kunst na Arbeid, Hardenberg
- Stedelijke Harmonie, Harderwijk
- Bouw & Infra Harmonie Nederland, Harderwijk
- Stedelijke Muziekvereniging Harlingen, Harlingen
- Harmonie St. Agatha, Harreveld
- Harmonie "De Vriendenkrans", Heel
- Harmonieorkest "St. Michaël", Heemstede
- Heerenveens Muziekcorps, Heerenveen
- Koninklijke Harmonie van Heer, Heer
- Harmonie Heer "Vooruit", Heer
- Harmonie Crescendo, 's-Heerenberg
- Harmonie "St. Joseph" Heerlerbaan, Heerlen
- Harmonie "Flos Carmeli" Leenhof, Heerlen
- Harmonie "Tot Onderling Genoegen", Heerlen (Welten)
- Harmonieorkest "Concordia", Heerlen (Treebeek)
- Koninklijke Harmonie, Heerlen
- Koninklijke Harmonie St. Caecilia, Heerlen
- Harmonie Sint-Gerardus, Heerlen (Heksenberg)
- Harmonie Eendracht Schandelen, Heerlen
- Koninklijke Stadsharmonie "Phileutonia", Helmond
- Harmonie "Helmonds Muziek Corps", Helmond
- Koninklijke Harmonie Concordia, Hengelo (Gelderland)
- Muziekvereniging Crescendo, Hengelo (Gelderland)
- Koninklijke Muziekvereniging "Excelsior", Hengelo (Overijssel)
- Muziekvereniging Concordia, Hengelo (Overijssel)
- Hengelose Orkest Vereniging De Eendracht, Hengelo (Overijssel)
- Hengelose Chr. Harmonie, Hengelo (Overijssel)
- Amuzant, Hengevelde
- Heilooër Harmonieorkest "Caecilia", Heiloo
- Harmonie Ons Genoegen, Herkenbosch
- Harmonie Oude Post, 's-Hertogenbosch
- Koninklijke Harmonie, 's-Hertogenbosch
- Harmonie Cathrieux, 's-Hertogenbosch
- Het 's-Hertogenbosch Muziekkorps, 's-Hertogenbosch
- Harmonie Sint-Michaël Heugem
- Harmonieorkest "L'Union", Heythuysen
- Hillegomse Harmonie Kapel, Hillegom
- Koninklijke Harmonie Concordia van 1839, Hilvarenbeek
- Muziekvereniging Elk naar zijn Krachten, Hoek
- Muziekvereniging Rotterdam aan Zee, Hoek van Holland
- Harmonie St. Caecilia Hoensbroek, Hoensbroek
- Honsels Harmonie, Honselersdijk
- Hoogeveense Harmonie, Hoogeveen
- Muziekvereniging Concordia, Hoogkarspel
- Hoorns Harmonie Orkest, Hoorn
- Harmonie "De Drie Horens", Horn (Limburg)
- Harmonie "Beatrix", Horn (Limburg)
- Koninklijke Harmonie van Horst, Horst (Limburg)
- Harmonieorkest 'Prinses Irene', Huizen
- Koninklijke Stedelijke Harmonie Hulst, Hulst

## I
- Harmonie Amicitia, IJsselstein
- IJmuider Harmonie, IJmuiden

## J
- Muziekvereniging Concordia, Joure

## K
- Koninklijk Erkende Harmonie, Kaatsheuvel
- Christelijke Harmonie "Ad Majorem Dei Gloriam", Kampen
- Stedelijk Orkest Kampen, Kampen
- Muziekvereniging Ons Genoegen, Kapelle (Zeeland)
- Muziekvereniging Harmonie Katwijk, Katwijk
- Chr. Muziekvereniging Uitspanning na Inspanning (UNI), Katwijk
- Koninklijke Harmonie Semper Crescendo Kerkdriel
- Harmonie St. Aemiliaan Bleijerheide, Kerkrade
- Harmonie "St. Gregorius", Haanrade, Kerkrade
- Harmonieorkest "St. Jozef" Kaalheide Kerkrade, Kerkrade
- Harmonie "St. Pancratius", Kerkrade (Nulland)
- Kerkelijke muziekvereniging Sint-Callistus, Kerkrade (Terwinselen)
- Koninklijk Harmonieorkest Kerkrade, Kerkrade
- Koninklijke Harmonie "St. Caecilia", Kerkrade (Spekholzerheide)
- Koninklijke Harmonie St. Caecilia 1843 Kerkrade, Kerkrade
- Harmonie Sainte Marie Kerkrade-Gracht, Kerkrade
- Koninklijke Harmonie Sint-Philomena, Kerkrade (Chevremont)
- Muziekkapel Vrijwillige Politie Kerkrade, Kerkrade
- Muziekvereniging 'St. Jan', Kilder
- Chr. Harmonie Vereniging "Prinses Juliana", Klaaswaal
- Muziekvereniging "Na Lang Streven", Klaaswaal
- Koninklijke Harmonie de Berggalm, Klimmen
- Koninklijke Harmonie 'St. Cecilia', Kloosterzande
- Harmonie De Eendracht, Kolhorn
- Harmonie "St. Cecilia", Koningsbosch
- Koninklijke Harmonie "Eendracht Maakt Macht", Kruiningen
- Muziekvereniging "St. Gregorius", Kwintsheul

## L
- Muziekvereniging Alliance, Lage Zwaluwe
- Harmonie "St. Caecilia", Landgraaf
- Muziekvereniging "Amicitia", Landsmeer
- Blaaskapel de "Koetsebloazers", Leek
- Christelijke Muziekvereniging Harmonie Leek, Leek
- Leeuwarder Harmonie Da Capo, Leeuwarden
- Muziekvereniging "Ons Genoegen", Leeuwarden
- Kunstliefde en Vriendschap, Leerdam
- Muziekvereniging "Eendracht Maakt Macht", Leersum
- Koninklijk Erkende Harmonie "St. Catharina", Lemiers, Lemiers
- Muziekvereniging "Sint Theresia Lent", Lent
- Harmonie Nieuw Leven, Leiden
- Leids Harmonie Orkest, Leiden
- Muziekvereniging Harmonie Lekkerkerk, Lekkerkerk
- Harmonieorkest Lelystad, Lelystad
- Harmonie St. Caecilia, Lieshout
- Koninklijke Harmonie "Lentekrans", Linne
- Harmonie muziekvereniging "Da Capo", Lisse
- LEO-Harmonie, Lobith
- Muziekvereniging "Oefening Leidt Tot Ontwikkeling" (OLTO), Loenen
- Muziekvereniging Excelsior Lonneker, Lonneker
- Koninklijke Harmonie "Sophia's Vereeniging", Loon op Zand
- Concertvereniging Sempre Crescendo Losser
- Excelsior, Losser
- Harmonie St. Antonius, Lomm
- Harmonie "St. Caecilia", Lutjebroek, Lutjebroek

## M
- Harmonie St. Cecilia Maasbracht, Maasbracht
- Muziekvereniging de "Maaslandse Harmonie", Maasland
- Philharmonie, Maasniel
- Harmonieorkest van het Conservatorium, Maastricht
- Koninklijke Harmonie van Maastricht 1825, Maastricht
- Harmonie "Kunst Door Oefening (KDO)", Maastricht
- Harmonie St. Michaël Heugem, Maastricht
- Harmonie "St. Petrus en Paulus", Maastricht (Wolder)
- Harmonie "Wilhelmina", Maastricht (Wolder)
- Harmonie "St. Pieter" 1890, Maastricht
- Harmonie "St. Cecilia", Mechelen
- Harmonie "Crescendo", Medemblik
- (Koninklijke) Harmonie "Eendracht", Meijel
- Harmonie "Concordia", Melick
- Harmonie Orkest Noord Limburg, Meterik
- Koninklijke Harmonie St. Cecilia, Mheer
- Middelburgs Muziek Korps MMK, Middelburg
- Muziekvereniging V.I.O.S., Mijdrecht
- Harmonie Sint Carolus, Montfoort
- Muziekvereniging Harmonie De Club, Didam
- Harmonie Erica, Mook
- Harmonie Concordia Margraten, Margraten

## N
- Koninklijk Onderscheiden Muziekvereniging Crescendo, Neede
- Harmonie St. Joseph, Nederweert
- Harmonie "St. Lucia", Neeritter
- Harmonieorkest "St. Caecilia", Nieuwenhagen
- Muziekvereniging "Semper Crescendo", Nieuw-Vossemeer
- Harmonie "Les Amis Réunis", Nieuwstadt
- Muziekvereniging Apollo Nieuwe-Tonge
- Muziekvereniging Euphonia, Nijeveen
- Harmonie Hatert, Nijmegen
- Harmonie "Tarcisius", Nijmegen
- Nijmeegse Postharmonie, Nijmegen
- Philharmonie Nijmegen (tot 2021 Noviomagum Wind Orchestra), Nijmegen
- Politiekapel Gelderland-Zuid, Nijmegen
- Studentenorkest QHarmony, Nijmegen
- Harmonie "Berggalm", Noorbeek
- Harmonie Excelsior, Noord-Scharwoude
- Muziekvereniging de Echo der Duinen, Noordwijk (Zuid-Holland)
- Harmoniekapel Crescendo, Noordwijk (Zuid-Holland)
- Chr. muziekvereniging de Harpe Davids, Noordwijkerhout
- Harmonie "Union", Nuland
- Koninklijke Harmonie "St. Bavo", Nuth
- Muziekvereniging Euphonia, Nijeveen
- Muziekvereniging KSW, Nijverdal
- Koninklijk Chr. Muziek Vereniging Advendo, Nijverdal
- Koninklijk erkende Harmonie St. Caecilia, Nispen
- Muziekvereniging "De Vooruitgang", Norg
- Harmonie Nunspeet, Nunspeet

## O
- Harmonie "Concordia", Obbicht
- Muziekvereniging Odo, Odoorn
- Koninklijk erkende Harmonie "St. Caecilia", Ohé en Laak
- Harmonie St. Gerlachus, Oirsbeek
- Harmonie "Arti et Amicitiae", Oirschot
- Koninklijke Vereniging Sociëteit Harmonie Asterius, Oisterwijk
- Orkest Orventus, Oisterwijk
- Koninklijke Harmonie St. Joseph, Oldenzaal
- Koninklijke Muziekvereniging "Semper Crescendo", Oldenzaal
- Olster Harmonie, Olst
- Muziekvereniging Crescendo, Ommen
- Symfonisch Blaasorkest Overijssel, Ommen
- Koninklijke Harmonie Oosterbeek, Oosterbeek
- Harmonie "Con Amore", Oosterhout
- Muziekvereniging "Concordia", Oostzaan
- Harmonie Caecilia, Ootmarsum
- Harmonie "Melodie der Peel", Ospel
- Stadsharmonie "Kunstliefde Vermag Alles, KVA", Oss
- Harmonie "St. Caecilia", Ven-Zelderheide, Ottersum
- Vereniging Oudenbossche Harmonie, Oudenbosch
- Crescendo, Overdinkel
- Harmonie "Concordia", Overdinkel

## P
- Koninklijke Harmonie "Concordia", Panningen
- Symfonisch Blaasorkest Excelsior Pijnacker, Pijnacker
- Harmonievereniging "La Bona Futura", Poortugaal
- Harmonie "Wilhelmina", Posterholt
- Koninklijke harmonie "Cecilia", Princenhage
- Harmonie "Amor Musae", Prinsenbeek
- Harmonie "Crescendo", Purmerend
- Stedelijk Orkest Purmerend, Purmerend

## R
- Harmonie St. Bavo, Raamsdonk
- Koninklijk Erkende Harmonie De Eendracht, Raamsdonksveer
- Stadsharmonie Oefening Baart Kunst, Ravenstein
- Harmonievereniging "Ons Genoegen", Renswoude
- Philharmonisch Gezelschap, Reuver
- Muziekvereniging 'Ons Genoegen', Rhenen
- Show harmonie OBK, Rhenen
- Chr. Muziekvereniging Harpe Davids, Ridderkerk
- Harmonie Vlijt en Eendracht, Rijen
- Chr. muziekvereniging "Sursum Corda", Rijsoord
- Muziekvereniging Noordenveld, Roden
- Muziekvereniging Liefde voor Harmonie, Roelofarendsveen
- Koninklijke Harmonie van Roermond, Roermond
- Harmonie Amicitia, Roggel
- Koninklijk Erkend Stedelijk Harmonie "Erato", Roosendaal (Noord-Brabant)
- Muziekvereniging De Gildezonen, Roosendaal (Noord-Brabant)
- Koninklijke Harmonie "St.Cecilia", Rothem
- Rothem's Harmonie 1920, Rothem
- R.K.K.E. Harmonie Nederland En Oranje (N.E.O.), Rucphen
- Harmonieorkest van het Rotterdams Conservatorium, Rotterdam
- Marinierskapel der Koninklijke Marine, Rotterdam
- Koninklijke Rotterdamse Post Harmonie, Rotterdam
- Rotterdams Symfonisch Blaasorkest, Rotterdam
- Rotterdams Studenten Harmonie Orkest 'MajEUR', Rotterdam
- Politie Harmonievereniging Hermandad-Rotterdam, Rotterdam
- Koninklijke Rosendaalsche Kapel, Rozendaal (Gelderland)

## S
- Harmonie en Tamboerkorps "Semper Unitas", Sambeek
- Chr. Harmonievereniging Crescendo, Sassenheim
- Muziekvereniging Caecilia, Scherpenzeel (Gelderland)
- Chr. Muziekvereniging Harpe Davids, Schiedam
- Orkestvereniging Wilton, Schiedam
- Muziekvereniging St Radboud Schiedam
- Harmonie St. Caecilia, Schinveld
- Muziekvereniging Sint Caecilia, Schipluiden
- Koninklijke Harmonie "Unie", Sevenum
- Harmonie "St. Rosa", Sibbe
- Harmonie "St. Radboud", Silvolde
- Harmonie "St. Caecilia", Simpelveld
- Fanfare "St. Gertrudis", Sint Geertruid
- Muziekvereniging Irene, Sint Pancras
- Koninklijke Harmonie "Juliana", Sint Odiliënberg
- Muziekvereniging Philharmonie Sittard, Sittard
- Harmonie "St. Joseph", Sittard
- Muziekvereniging Crescendo, Sleen
- Harmonievereniging Crescendo, Sliedrecht
- Muziekvereniging Sluiskil, Sluiskil
- Chr. Muziekvereniging Oranje Nassau, Smilde
- Stedelijk Muziekkorps Sneek, Sneek
- Muziekvereniging Patientia Vincit Omnia, Soest
- Harmonievereniging Odeon, Soesterberg
- Harmonie "Somerens Lust", Someren
- Harmonie "Pro Honore et Virtute", Son en Breugel
- Koninklijke Erkende Harmonie St. Cecilia, Stampersgat
- Harmonie Oefening, Standdaarbuiten
- Harmonie "Crescendo", Stadskanaal
- Harmonie "Amicitia", Steenbergen
- Koninklijke Muziekvereniging Volharding, Steenbergen
- Harmonie "St. Stephanus", Stevensweert
- Harmonie en slagwerkgroep "Volharding", Stokkum (Gelderland)
- Harmonie "St. Cecilia", Susteren
- Koninklijke Harmonie "St. Caecilia", Swalmen

## T
- Koninklijke Harmonie "St. Cecilia", Tegelen
- Harmonie "Sempre Avanti", Tegelen
- Harmonie Terborgh, Terborg
- Muziekvereniging "De Vliegende Hollander", Terneuzen
- Harmonie Euphonia, Teteringen
- Koninklijke Muziekvereniging Concordia Tholen, Tholen
- Harmonieorkest "St. Michaël" Thorn, Thorn
- Koninklijke Harmonie van Thorn, Thorn
- Koninklijke Vereniging "Het Tielsch Stedelijk Muziekcorps" (K.T.S.M.), Tiel
- Koninklijke Tielse Vrijwillige Muziekvereniging, Tiel
- Koninklijk Erkend Harmonieorkest L'Echo des Montagnes, Tilburg
- Koninklijke Harmonie Orpheus, Tilburg
- Nieuwe Koninklijke Harmonie, Tilburg
- Harmonieorkest van het Fontys Conservatorium, Tilburg
- Harmonieorkest "Concordia", Treebeek
- Dr. Schaepmanharmonie, Tubbergen
- Twents Jeugd Harmonie Orkest, Twente

## U
- Harmonieorkest Kunst na Arbeid, Uithoorn
- Koninklijke Fanfare "Concordia", Ulestraten
- Harmonie Ulft, Ulft
- Harmonie Constantia, Ulvenhout
- Chr. Harmonieorkest "De Bazuin", Utrecht
- NS Orkest, Utrecht

## V
- Koninklijke Harmonie "St. Cecilia" 1836, Vaals
- Valkenburg's Harmonie, Valkenburg (Zuid-Holland)
- Koninklijk "Walram's Genootschap", Valkenburg aan de Geul
- Harmonie "Kurkapel Falcobergia", Valkenburg aan de Geul
- Koninklijke Harmonie "Uitspanning na Arbeid", Valkenswaard
- Chr. Muziekvereniging Jubal, Varsseveld
- Harmonieorkest Voorwaarts, Veendam
- Winkler Prins Harmonie, Veendam
- Muziekvereniging "Frisselstein", Veghel
- Tata Steel Orkest, Velsen
- Koninklijke Harmonie Sint Cecilia, Veldhoven
- Showorkest Harmonie Fortissimo, Venlo
- Koninklijk Philharmonisch Gezelschap 1822, Venlo
- Koninklijke Harmonie "Euterpe", Venray
- Scheepjeswol Harmonie, Veenendaal
- Koninklijke Harmonie "De Herleving", Vierlingsbeek
- Harmonie "St. Martinus", Vijlen
- Harmonie "Amicitia", Vilt
- Harmonieorkest Vleuten, Vleuten
- Koninklijke Harmonie Ons Genoegen, Vlissingen
- Harmonie "St. David", Voerendaal
- Harmonie "St. Joseph", Voerendaal
- Harmonie Voorschoten, Voorschoten
- Chr. Harmonie "Sursum Corda", Vorden
- Muziekvereniging "Concordia", Vorden
- Harmonie Vries, Vries
- Koninklijk Erkende Vriezenveense Harmonie, Vriezenveen
- Muziekvereniging "De Harmonie Vroomshoop", Vroomshoop

## W
- Studentenorkest "De Ontzetting", Wageningen
- Stedelijke Muziekvereniging "De Harmonie", Wageningen
- Harmonie "Koningin Wilhelmina", Wamel
- Harmonie en Drumband St. Jan, Wanroij
- Koninklijke Harmonie Volksvlijt en Volksvermaak, Waspik
- Muziekvereniging "Excelsior", Wassenaar
- Muziekvereniging "De Phoenix", Wateringen
- Stedelijke Harmonie "St. Antonius", Weert
- Kerkelijke Harmonie "St. Joseph", Weert
- Koninklijke Harmonie "Eendracht maakt Macht", Wessem
- Harmonie "St. Jan", Wierden
- Harmonie Wierden, Wierden
- Koninklijke Muziekvereniging Apollo, de Wijk
- Muziekvereniging "De Volharding", De Wilp
- Koninklijke Winterswijkse Orkest Vereeniging, Winterswijk
- Oost Gelders Jeugdorkest (OGJO), Winterswijk
- Muziekvereniging Excelsior, Winterswijk
- Muziekvereniging Concordia, Kotten
- Harmonie de Vriendschap, Woerden
- Harmonie Soli Deo Koog-Zaandijk, Wormerveer
- Symfonisch Harmonie orkest Euphonia, Wommels
- Wijhese Harmonie, Wijhe
- Harmonie "St. Gertrudis", Wijlre
- Harmonie "Kunst na Strijd", Woudrichem
- Harmoniegezelschap "Fidelio", Woudenberg
- Harmonie "Oranje", Wouw
- Harmonie Soli Deo Gloria, Wouwse Plantage
- Harmonie "Door Oefening Volmaakter", Wijchen

## Z
- Harmonie 'De Volharding', Zaamslag
- Harmonie Soli Deo Gloria, Zaandam
- Harmonie NUEVO, Zaanstad
- Harmonie "L'Union Fraternelle", Zeelst
- Harmonie en Tamboerkorps St. Cecilia, Zegge
- Muziekvereniging Voorwaarts, Zeist
- Koninklijk Harmoniegezelschap OBK Zeist, Zeist
- Koninklijk Zeister Harmonie Muziekgezelschap, Zeist
- Muziekvereniging De Kleine Trompetter, Zevenhuizen
- Harmonie Orkest "Prinses Juliana", Zelhem
- Stedelijke Muziekvereniging Zevenaar, Zevenaar
- Koninklijke Harmonie Kunst en Eer, Zierikzee
- Chr. Muziekvereniging Harpe Davids, Zoetermeer
- Harmonievereniging Nut en Uitspanning, Zonnemaire
- Muziekvereniging Erica, Zuidlaren
- Muziekvereniging Woudklank, Zuidwolde (Drenthe)
- Koninklijke Harmonie "Nut en Vermaak" 1842, Zundert
- Muziekvereniging Voorwaarts, Zwartsluis
- Chr. Harmonieorkest De Bazuin, Zwolle
- De Zwolsche Harmonie, Zwolle
- Koninklijke orkestvereniging Thomas a Kempis, Zwolle